# Гуревич, Константин Маркович
Константи́н Ма́ркович Гуре́вич (19 октября 1906, Самара — 14 ноября 2007, Москва) — российский психолог, доктор психологических наук (1971), профессор, почётный академик Российской академии образования, главный научный сотрудник Психологического института РАО. Авторитетный и известнейший специалист в области дифференциальной психофизиологии и психологии, стоявший у истоков отечественной психологической диагностики. Работал в психофизиологической лаборатории Б. М. Теплова, затем исследовал проблемы дифференциальной психологии.

### Список произведений
- Профессиональная пригодность и основные свойства нервной системы. 1970
- Психофизиологические вопросы становления профессионала. 1974
- Психодиагностика. 1981
- Психологическая диагностика, её проблемы и методы. 1975 (совместно с В. И. Лубовским)
- Проблемы психологической диагностики. Таллин, 1977 (совместно с Ю. Л. Сыэрда)